# ファンタスティック・フェスト
ファンタスティック・フェスト（英語: Fantastic Fest）は、テキサス州オースティンで毎年開催されている映画祭である。「オースティン・ファンタスティック映画祭」や「ファンタスティック映画祭」とも呼ばれる。
2005年にAlamo Drafthouseのティム・リーグと、Ain't It Cool NewsのHarry Knowles、Paul Alvarado-Dykstra、映画『アイアン・ジャイアント』や『ウォルター少年と、夏の休日』の脚本を書いたティム・マッカンリーズによって設立された。
Lisa Dreyerが映画祭ディレクターを務め、Annick Mahnertがプログラム責任者を担当している。

## 概要

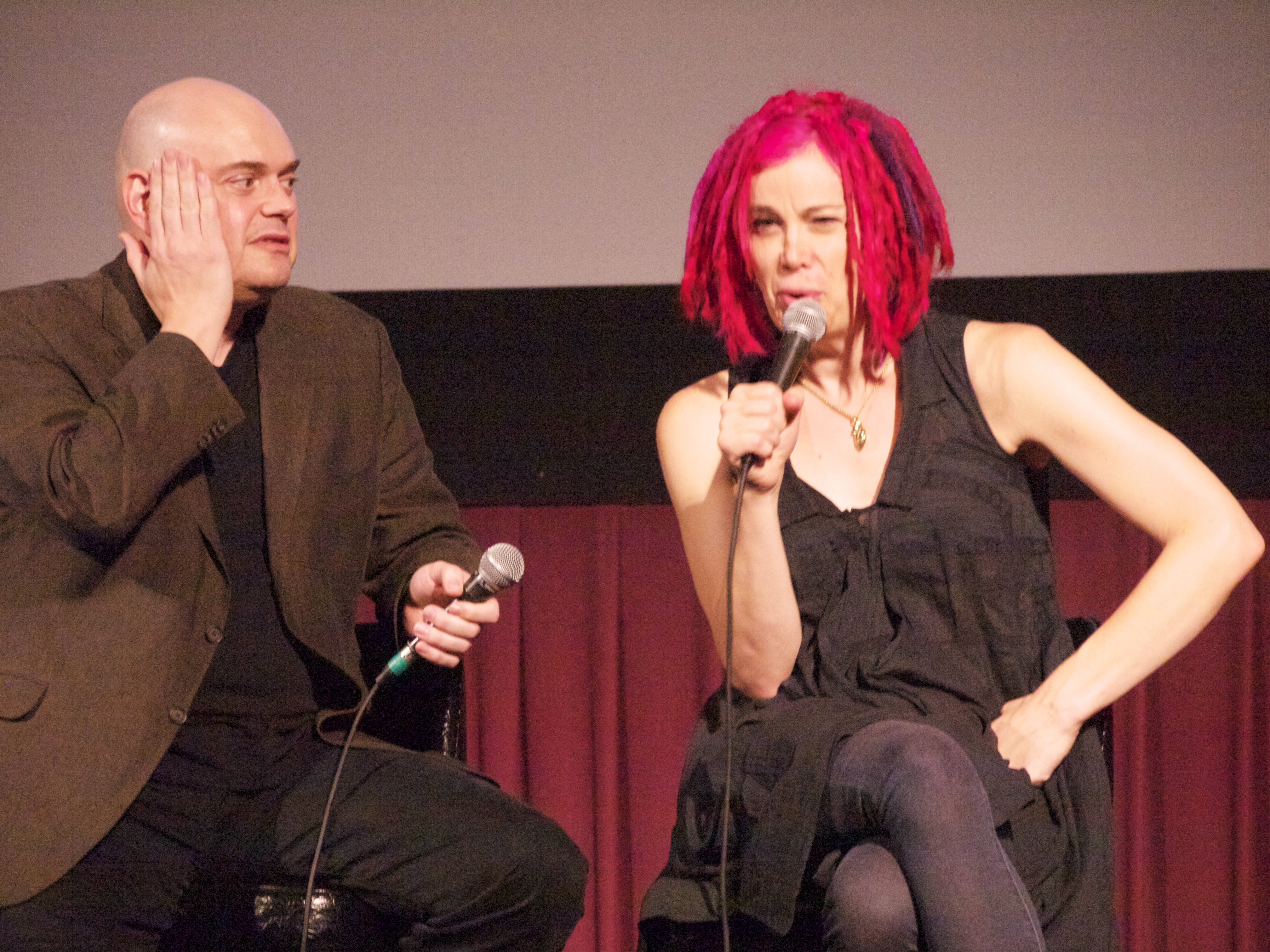
ファンタスティック・フェスト2012に参加したウォシャウスキー姉妹

この映画祭では、ホラーや、SF、ファンタジー、アクション、アジア、カルトなどのジャンル映画を中心に上映している。9月にAlamo Drafthouse South Lamarで開催され、8日間にわたって8つのスクリーンを使い、有名・無名を問わず多くのライター、監督、俳優が参加する。この映画祭は、ジャンル映画の登竜門として知られ、この映画祭での批評家の評価が大きな興行収入につながることもある。
この映画祭の特徴は、「秘密上映会」が含まれていることである。この上映では、観客はしばしば、着席して上映が始まる直前まで何の映画かわからない。また、本家となるAlamo Drafthouse Cinemaの特徴である、テーマに沿ったパーティーやピクニック、映画をテーマにした「宴会」などのイベントも多数開催している。
2007年、バラエティ誌の発行人であるCharles KoonesはFantastic Festを「我々が愛する10の映画祭」の一つに挙げた。 2008年、MoviemakerはFantastic Festを「参加費に見合う25の映画祭の一つ」に選んだ。そして、2017年にも、Moviemakerは「世界で最もクールな映画祭25選」にFantastic Festをリストアップした。
2022年、オンライン限定のプログラムセクションである「Burnt Ends」が誕生した。この新しい区分において、ファンタスティック・フェスト側は「今ここで最も奇妙で、最もワイルドで、最もフリンジな映画」を紹介したいと考えている。

## 日本の受賞作品
- 2010年
  - 「冷たい熱帯魚」ファンタスティック部門 長編部門脚本賞（園子温・高橋ヨシキ）
- 2011年
  - 「電人ザボーガー」ファンタスティック部門 監督賞受賞（井口昇）
  - 「ちょんまげぷりん」観客賞
- 2012年
  - 「デッド寿司」ガットバスターコメディ部門 主演女優賞（武田梨奈）
  - 「へんげ」ホラー部門 審査員特別賞（大畑創）
- 2013年
  - 「中学生円山」 ガットバスターコメディ部門 脚本賞（宮藤官九郎）　
  - 「地獄でなぜ悪い」ガットバスターコメディー部門 作品賞、監督賞（園子温）
  - 「コドモ警察」ガットバスターコメディ部門 主演男優賞（鈴木福）
  - 「キックハート」短編アニメーション部門 優秀賞（湯浅政明）
- 2014年
  - 「かぐや姫の物語」観客賞
  - 「渇き。」長編部門 最優秀脚本賞（中島哲也・門間宣裕・唯野未歩子）
- 2017年
  - 「JUNK HEAD」長編作品部門 新人監督賞（堀貴秀）
- 2018年
  - 「カメラを止めるな!」ホラー部門 最優秀監督賞（上田慎一郎）、観客賞

### その他のジャンル特化型映画祭
- シッチェス映画祭
- ファンタジア国際映画祭
- スクリームフェスト・ホラー映画祭（英語版）
- ブリュッセル国際ファンタスティック映画祭
- 富川国際ファンタスティック映画祭
- Dead by Dawn
- FrightFest
- ファンタフェスティバル（英語版）
- 国際ホラー&SF映画祭（英語版）
- NYCホラー映画祭（英語版）
- トロント・アフター・ダーク映画祭（英語版）
- トロマダンス（英語版）
- ナイトビジョンズ（英語版）
- 南アフリカ・ホラーフェスト（英語版）
- ナイトメア映画祭（英語版）
- ビザールランド映画祭（英語版）